# Brimfield (Massachusetts)
Brimfield é uma vila localizada no condado de Hampden no estado estadounidense de Massachusetts. No Censo de 2010 tinha uma população de 3.609 habitantes e uma densidade populacional de 39,48 pessoas por km².

## Geografia
Brimfield encontra-se localizado nas coordenadas 42° 07′ 46″ N, 72° 12′ 19″ O. Segundo o Departamento do Censo dos Estados Unidos, Brimfield tem uma superfície total de 91.4 km², da qual 89.98 km² correspondem a terra firme e (1.55%) 1.42 km² é água.

## Demografia
Segundo o censo de 2010, tinha 3.609 pessoas residindo em Brimfield. A densidade populacional era de 39,48 hab./km². Dos 3.609 habitantes, Brimfield estava composto pelo 96.76% brancos, o 0.78% eram afroamericanos, o 0.28% eram amerindios, o 0.47% eram asiáticos, o 0.06% eram insulares do Pacífico, o 0.11% eram de outras raças e o 1.55% pertenciam a duas ou mais raças. Do total da população o 2.19% eram hispanos ou latinos de qualquer raça.